# Torture (album)
Torture è il dodicesimo album studio del gruppo brutal death metal statunitense Cannibal Corpse, pubblicato il 13 marzo 2012.

## Tracce
1. Demented Aggression – 3:15
2. Sarcophagic Frenzy – 3:43
3. Scourge of Iron – 4:45
4. Encased in Concrete – 3:14
5. As Deep as the Knife Will Go – 3:26
6. Intestinal Crank – 3:55
7. Followed Home Then Killed – 3:37
8. The Strangulation Chair – 4:10
9. Caged... Contorted – 3:54
10. Crucifier Avenged – 3:54
11. Rabid – 3:05
12. Torn Through – 3:12

Tracce bonus dell'edizione giapponese
1. Make Them Suffer – 3:06 – (live)
2. Evisceration Plague – 4:32 – (live)

## Formazione
- George "Corpsegrinder" Fisher – voce
- Pat O'Brien – chitarra
- Rob Barrett – chitarra
- Alex Webster – basso
- Paul Mazurkiewicz – batteria